# Смирение в христианстве
Смире́ние — добродетель, противоположная тщеславию и гордыне, и одна из самых главных добродетелей в жизни христианина. В духовной жизни христианина смирение состоит в том, что человек имеет убеждение, что он ничего своего не имеет, а имеет только то, что ему дарует Бог, и что он ничего доброго не может сделать без Божией помощи и благодати. Таким образом, он вменяет себя за ничто и во всём прибегает к милосердию Божию.
В Священном Писании смирение особенно предписывается и заповедуется всем последователям Христовым.

## Определения
Согласно толковому молитвеннику Д. И. Протопопова 1915 года, смире́нный — униженный грехами, жалкий. То, что смиренный сознаёт себя жалким, видно из молитв св. отцов из последования ко Святому Причащению. Так, свт. Василий Великий говорит: не отчаяваю своего спасения окаянный (по-гречески: οὐκ ἀπογινώσκω τήν ἐμαυτοῦ σωτηρίαν ὁ ἄθλιος), а это слово — ἄθλιος (окаянный) — и значит жалкий. Подобно ему и прп. Симеон Новый Богослов: да пребудеши, якоже рекл еси, со мною треокаянным (ἵνα μείνῃς, καθώς εἶπας, μετ' ἐμοῦ τοῦ τρισαθλίου). Прп. Иоанн Дамаскин в своей молитве Аз же окаянный, всё Твоё тело дерзая восприяти, да не опалён буду (᾿Εγώ δέ ὁ ἐλεεινός, ὅλον σου τό σῶμα τολμῶν δέξασθαι, μή καταφλεχθείην) употребляет слово ἐλεεινός, которое тоже значит жалкий, вызывающий жалость. А о том, что душа его унижена грехами, так говорит свт. Иоанн Златоуст в своей молитве перед Причастием: изволи внити и в дом смиренныя моея души, прокаженныя и грешныя (κατάδεξαι εἰσελθεῖν καί εἰς τόν οἶκον τῆς ταπεινῆς μου ψυχῆς, τοῦ λεπροῦ καί ἁμαρτωλοῦ), употребляя слово ταπεινή — смиренная, униженная.

## Понятие смирения как христианской добродетели
Смирение — это трезвое видение самого себя. Смирение можно условно разделить на три категории (для удобства восприятия), но по сути — это одно качество в трёх различных проявлениях.
Смирение по отношению к Богу — это видение своих грехов, надежда только на Божие милосердие, но не на собственные заслуги, любовь к Нему, соединённая с безропотным перенесением жизненных невзгод и трудностей. Смирение — стремление подчинить свою волю святой Божьей воле, воле благой и всесовершенной. Поскольку источником любой добродетели является Бог, то вместе со смирением Он Сам вселяется в душу христианина. Смирение же лишь тогда воцарится в душе, когда в ней «изобразится Христос» (Гал. 4:19).
Кроме того, смирение характеризуется принятием жизненных невзгод и бытовых проблем без печали в сердце, со словами «Боже, да будет воля Твоя на всё».
Однако смирение не синоним слова «бездействие» в вопросах бытовых и личных проблем и невзгод в жизни человека. То есть, конечно же, нужно искать способы выйти из трудного положения, но если что-то не получается, ни за что не пускать в сердце печаль, уныние и хулу.
Нередко, по ошибке, смирение отождествляют с бездумным и безответственным послушанием каким-то авторитетам не от Бога или покорностью навязываемым жизнью обстоятельствам, но в действительности смирение — жизнь в мире с Богом, свободное и мужественное согласие с Его волей, ученичество у Христа и готовность брать на себя проблемы, которые из этого проистекают, несение креста.
Смирение по отношению к другим людям — отсутствие гнева и раздражения даже на тех, кто, казалось бы, вполне заслуживает этого. Эта искренняя незлобивость основана на том, что Господь любит каждого человека, с которым произошло разногласие, так же, как и тебя. Потому как любой человек, вне зависимости от вероисповедания, является образом Божиим, а Православный христианин - ещё и частью мистического Тела Господня.
Однако, смирение вовсе не предполагает потворство злу и безропотное созерцание, когда твой ближний испытывает страдание от злого умысла другого человека. В данной ситуации предотвращение насилия по отношению к ближнему не идёт наперекор понятию «смирения». Смирение — это мир с Богом в любых, самых крайних обстоятельствах, смиренный человек — это тот, кто всегда побеждает зло, но только добром, по слову Апостола Павла «Побеждайте зло добром». Поэтому, когда мы защищаем ближнего, то есть творим добро, мы побеждаем зло — добром.
Смирение по отношению к самому себе — человек, обладающий смирением по отношению к самому себе, не смотрит за недостатками других, зато прекрасно видит собственные. Более того, в любом конфликте, если он действительно виноват, он винит только себя, и на любое справедливое обвинение или даже несправедливое оскорбление, вызванное его действием (бездействием), в свой адрес, такой человек готов произнести искреннее: «прости».
Вся святоотеческая литература говорит о том, что без смирения не может быть совершено доброе дело, а многие святые говорили, что можно не иметь никакой другой добродетели, кроме смирения, и всё равно оказаться рядом с Богом.
С точки зрения христианства, к идеалу смирения должен стремиться каждый христианин, а не только монах, иначе жизнь в церкви, а значит — путь к Богу — окажется бесплодным. Наличие в сердце смирения свидетельствуется глубоким и прочным душевным миром, любовью к Богу и людям, состраданием ко всем, духовной тишиной и радостью, умением слышать и понимать волю Божию.

## Смирение в Священном Писании
Страх Господень научает мудрости, и славе предшествует смирение
— Прит. 15:33
Библия содержит обетования благодати и милости Божьей смиренным людям. В частности, апостол Пётр пишет:

...облекитесь смиренномудрием, потому что Бог гордым противится, а смиренным даёт благодать. Итак, смиритесь под крепкую руку Божию, да вознесёт вас в своё время.
— 1Пет. 5:5—6
В этом, как и во всех прочих отношениях, земная жизнь Божественного Спасителя представляет для верующих совершенный пример и образец:

Он смирил Себя, быв послушным даже до смерти, и смерти крестной
— Фил. 2:8
Христос Сам заповедал всем христианам учиться у Него смирению (и кротости):

…научитесь от Меня, ибо Я кроток и смирен сердцем…
— Мф. 11:29
И указал способ обучения:

возьмите иго Моё на себя... ибо иго Моё благо, и бремя Моё легко
— Мф. 11:29—30
а также обещал награду своим смиренным и кротким ученикам:

...и найдёте покой душам вашим
— Мф. 11:29